# Najważniejsze przeboje
Najważniejsze przeboje – kompilacyjny album łódzkiej grupy Rezerwat. Wydany w roku 2018 nakładem wydawnictwa Sony Music. Album ukazał się na płycie CD i krążku winylowym. CD zawiera 13, a LP 9 utworów.

## Utwory

### LP
Źródło:.
Strona A
1. „Parasolki (ostatnie)” (muz. Andrzej Adamiak – sł. Andrzej Adamiak, Andrzej Senar)
2. „Paryż miasto wymarzone” (muz. i sł. Andrzej Adamiak)
3. „Pod makijażem uwielbienia” (muz. Andrzej Adamiak – sł. Andrzej Senar, Andrzej Adamiak)
4. „Ochrona zdrowia psychicznego” (muz. i sł. Andrzej Adamiak)
5. „Kocha ciebie niebo” (muz. i sł. Andrzej Adamiak)

Strona B
1. „Zaopiekuj się mną” (muz. Piotr Mikołajczyk, Zbigniew Nikodemski – sł. Andrzej Adamiak, Andrzej Senar)
2. „Twoje czary” (muz. i sł. Andrzej Adamiak)
3. „Rzuć broń” (muz. Andrzej Adamiak – sł. Andrzej Adamiak, Andrzej Senar)
4. „Modlitwa o więź” (muz. i sł. Andrzej Adamiak)

### CD
Źródło:.
1. „Parasolki (ostatnie)” (muz. Andrzej Adamiak – sł. Andrzej Adamiak, Andrzej Senar)
2. „Paryż miasto wymarzone” (muz. i sł. Andrzej Adamiak)
3. „Pod makijażem uwielbienia” (muz. Andrzej Adamiak – sł. Andrzej Senar, Andrzej Adamiak)
4. „Ochrona zdrowia psychicznego” (muz. i sł. Andrzej Adamiak)
5. „Kocha ciebie niebo” (muz. i sł. Andrzej Adamiak)
6. „Zaopiekuj się mną” (muz. Piotr Mikołajczyk, Zbigniew Nikodemski – sł. Andrzej Adamiak, Andrzej Senar)
7. „Twoje czary” (muz. i sł. Andrzej Adamiak)
8. „Rzuć broń” (muz. Andrzej Adamiak; sł. Andrzej Adamiak, Andrzej Senar)
9. „Modlitwa o więź” (muz. i sł. Andrzej Adamiak)
10. „Cieć” (muz. i sł. Andrzej Adamiak)
11. „Fortepiany” (muz. i sł. Andrzej Adamiak)
12. „Kocha ciebie niebo (remix)” (muz. i sł. Andrzej Adamiak)
13. „Na półce” (muz. Andrzej Adamiak; sł. Witold Zechenter)